# Muchacha triste

"Muchacha triste" es una canción escrita y producida por Luis Alva para el grupo venezolano Los Fantasmas del Caribe para su álbum debut Caramelo (1993).  La canción alcanzó el número uno en el Billboard Hot Latin Songs en Estados Unidos en 1993 y terminó como la quinta canción con mejor interpretación del año en el país.   La canción fue nominada Canción Pop del Año en los Premios Lo Nuestro 1994. 

## Versión de DJ Kane
"Muchacha triste" fue versionada por DJ Kane . Es el segundo sencillo del disco Capítulo III: Ahogando Penas (2007).

## Versión de Los Súper Reyes
"Muchacha triste" fue versionada por Cruz Martínez y Los Super Reyes . Es el tercer sencillo del disco El Regreso de los Reyes (2007).